# Awjilah jezik
Awjilah jezik (aoudjila, augila, aujila; ISO 639-3: auj), istočnoberberski jezik uže skupine Awjila-Sokna, kojim govori 3 000 ljudi (2000) na području Libije u regiji Cyrenaica. Po novijim podacima broj govornika spao je na 2 000 (2012 J. Leclerc)
Pripadnici etničke grupe zovu se Awjilah. Muškarci su bilingualni (libijski arapski i awjilah), dok su žene monolingualne.

## Vanjske poveznice
- Ethnologue (15th)  Arhivirana inačica izvorne stranice od 11. rujna 2016. (Wayback Machine)